# Mintaj
Mintaj, suketo, rdzawiec pacyficzny (Gadus chalcogrammus) – gatunek ryby dorszokształtnej z rodziny dorszowatych (Gadidae). 

## Występowanie
Występuje w północnych morzach Pacyfiku. Żyje w dużych stadach. To pełnomorski pływak odległych, zimnych wód pacyficznych od Morza Japońskiego i wybrzeży środkowej Kalifornii po Cieśninę Beringa. Najroślejsze, osiemdziesięciocentymetrowe sztuki występują na północnych krańcach tego akwenu. 

## Charakterystyka
Ciało pokryte drobnymi łuskami kolistymi, ubarwienie ciała oliwkowoszare w ciemniejsze plamy. Dorasta do około 40–45 cm długości ciała (największe rozmiary osiąga w Morzu Beringa – nawet do 75 cm) i masę ciała do 1,5 kg. Dojrzałość rozrodczą uzyskuje w wieku 3–4 lat. Główne pożywienie mintaja to plankton.

## Rozmnażanie
Pośród głównych tarlisk tej ryby: w Morzu Beringa, u brzegów koreańskich i w Morzu Ochockim – dochodzi do dużej koncentracji tego gatunku, zarówno jeśli chodzi o gęstość, jak i liczebność owych zgrupowań. O ich potencjale rozrodczym świadczy fakt, że w słupie wody o podstawie 1 m² może pływać 30 000 ziaren ikry.

## Znaczenie gospodarcze
Ma duże znaczenie w rybołówstwie, zwłaszcza koreańskim i japońskim. Jest jedną z najważniejszych ryb konsumpcyjnych – corocznie odławia się ponad 3 miliony ton mintaja alaskańskiego, z łowisk rozciągających się na Pacyfiku, od Alaski po północną Japonię.